# جورج دوناتوس دوق هسن
ولد جورج ويلهلم دوناتوس نيكولاس ادوارد هاينريش كارل في 8 نوفمبر 1906 بألمانيا وتوفي في 16 نوفمبر 1937 في حادث تحطم طائرة.